# Adán Godoy
Adán Godoy Rubina (ur. 26 listopada 1936) – chilijski piłkarz, bramkarz. Brązowy medalista MŚ 1962.
W reprezentacji Chile zagrał 14 razy. Debiutował podczas mistrzostw świata, 16 czerwca 1962 w wygranym 1:0 spotkaniu z Jugosławią o trzecie miejsce. Znajdował się w kadrze na następne finały w 1966, ostatni raz w reprezentacji zagrał w tym samym roku. Był piłkarzem m.in. Santiago Morning i CD Universidad Católica.